# Koninklijke Nederlandse Cricket Bond
Koninklijke Nederlandse Cricket Bond (KNCB) ist der nationale Dachverband für Cricket in den Niederlanden. Der im Jahr 1883 gegründete Verband hat seinen Sitz in Nieuwegein. Seit 1966 vertritt er die Niederlande beim Weltverband International Cricket Council (ICC) als Associate Member und beim Kontinentalverband European Cricket Council (ECC).

## Geschichte
Die Gründung des Nederlandse Cricket Bond (NCB) erfolgte am 30. September 1883 auf Initiative des Haagsche Cricketclub und 18 weiterer Gründungsmitglieder, von denen vier heute noch existieren (HCC, Hercules Utrecht, Hilversum und UD Deventer). 1958 erhielt der niederländische Verband von Königin Juliana eine königliche Urkunde und darf sich seitdem „Koninklijke Nederlandse Cricket Bond“ (KNCB) nennen. 1966 wurde er Associate Member des International Cricket Council (ICC).

## Aufgabe
Der Koninklijke Nederlandse Cricket Bond stellt die die Niederlande vertretenden Cricket-Nationalmannschaften, einschließlich der für die Männer, Frauen und Jugend, zusammen. Der Verband ist außerdem verantwortlich für die Durchführung von ODI- und T20I-Serien gegen andere Nationalmannschaften sowie die Organisation von Heimspielen und -turnieren. Neben der Aufstellung des Teams ist er verantwortlich für den Kartenverkauf, der Gewinnung von Sponsoren und der Vermarktung der Medienrechte.
Daneben organisiert der Verband das Kinder- und Jugend-Cricket in den Niederlanden. Wie andere Cricketnationen verfügen die Niederlande über U-19-Nationalmannschaften für Jungen und Mädchen, die an den entsprechenden Weltmeisterschaften (Jungen und Mädchen) teilnehmen.
Der Verband organisiert auch den nationalen Spielbetrieb. Dies betrifft vor allem die Topklasse und den Dutch Twenty20 Cup. 2019 kündigte der Koninklijke Nederlandse Cricket Bond zusammen mit Cricket Ireland und Cricket Scotland die Euro T20 Slam an. An diesem neuen Turnier sollen jeweils zwei Mannschaften aus Irland, den Niederlanden und Schottland teilnehmen.
Der Koninklijke Nederlandse Cricket Bond richtet auch regelmäßig internationale Turniere aus. So war er bereits Gastgeber des Cricket World Cup 1999 (zusammen mit England, Irland und Schottland).

## Logo
Das Logo des Koninklijke Nederlandse Cricket Bond zeigt einen schreitenden, bekrönten Löwen, vor dem ein Wicket liegt. Der Löwe auf dem Logo ist das National- und Königstier der Niederlande.